# Love One.
Love One. (stilisiert als „LOVE one.“) ist das Debütalbum der japanischen Sängerin Kana Nishino. Es wurde am 24. Juni 2009 in Japan veröffentlicht und debütierte in der ersten Woche auf Platz 4 mit 34.218 verkauften Einheiten in den Oricon-Charts in Japan.

## Hintergrund
Das Studioalbum Love One. ist das Debütalbum Nishinos. Die Singleauskopplungen buchten kaum Erfolge ein, bis auf die letzten zwei Singles dieser Ära Tōkutemo und Kimi ni Aitaku Naru Kara. Letztere waren so erfolgreich, dass die Verkaufszahlen dieses Studioalbums im Jahr 2009 auf 146.206 verkaufte Einheiten anstiegen und dieses Studioalbum damit das #56 meistverkaufte in Japan 2009 war. Auch die Promo-Single Kimi no Koe wo (君の声を) feat. Verbal (M-Flo) war erfolgreich und wurde für mehr als 100.000 legale Downloads in Japan mit Gold ausgezeichnet.

## Details zum Album
Die Thematik des Studioalbums ist die Liebe und die Songwriter und Produzenten der Titel sind Sizk, Giorgio Cancemi, Nervo, Jeff Miyahara und Kazuhiko.M.
Neben der regulären CD-Version wurde eine CD/DVD-Version veröffentlicht, die die Musikvideos der Singleauskopplungen I, Glowly Days, Style., Make Up, Tōkutemo und Kimi ni Aitaku Naru Kara beinhaltet. Für mehr als 250.000 verschiffte Einheiten, wurde das Album von der RIAJ mit Platin ausgezeichnet.

## Titelliste

### CD
Katalognummer: SECL-792 (Reguläre CD-Version)
| #   | Titel                                         | Übersetzung              | Länge |
| --- | --------------------------------------------- | ------------------------ | ----- |
| 1.  | "Prologue": "Kirai"                           | "Prolog": Hass           | 2:41  |
| 2.  | Tōkutemo 遠くても feat. Wise                  | Entfernt sein            | 5:45  |
| 3.  | Doll                                          | Puppe                    | 4:28  |
| 4.  | Girlfriend                                    | Freundin                 | 3:50  |
| 5.  | Kimi no Koe wo 君の声を feat. Verbal (M-Flo)  | Deine Stimme             | 5:30  |
| 6.  | Style.                                        | Stil.                    | 4:04  |
| 7.  | Life Goes On…                                 | Das Leben geht weiter... | 4:47  |
| 8.  | I                                             | Ich                      | 3:50  |
| 9.  | Candy                                         | Süßigkeit                | 3:13  |
| 10. | Make Up                                       | Schminken                | 4:21  |
| 11. | Glowly Days                                   | Leuchtende Tage          | 3:43  |
| 12. | Celtic                                        | Keltisch                 | 4:13  |
| 13. | Kimi ni Aitaku Naru Kara 君に会いたくなるから | Weil ich dich sehen will | 4:06  |
| 14. | Epilogue: "Love One."                         | Epilog: "Einen lieben."  | 1:18  |

### DVD
Katalognummer: SECL-790-1 (Limitierte CD+DVD-Version)
| #  | Titel                    | Anmerkung  |
| -- | ------------------------ | ---------- |
| 1. | I                        | Video Clip |
| 2. | Glowly Days              | Video Clip |
| 3. | Style.                   | Video Clip |
| 4. | Make Up                  | Video Clip |
| 5. | Tōkutemo feat. Wise      | Video Clip |
| 6. | Kimi ni Aitaku Naru Kara | Video Clip |

## Verkaufszahlen und Charts-Platzierungen

### Charts
| Charts                               | Positionen |
| ------------------------------------ | ---------- |
| Tägliche Oricon Album-Charts         | 4          |
| Wöchentliche Oricon Album-Charts     | 4          |
| Jährliche Oricon Album-Charts (2009) | 56         |

### Verkäufe
| Charts              | Erste Woche | Insgesamt | Charts-Aufenthalt |
| ------------------- | ----------- | --------- | ----------------- |
| Oricon Album-Charts | 34.218      | 222.386   | 85 Wochen         |